# مسجد كامبونج سلامبيغار
مسجد كامبونج سلامبيغار أحد مساجد بروناي .

## الموقع
يقع المسجد في منطقة كامبونج سلامبيغار، على بعد حوالي ثلاثة عشر كيلومتر من مدينة بندر سري بكاوان عاصمة بروناي .

## البناء
تم بناء مسجد كامبونج سلامبيغار في السابع والعشرين من شهر أغسطس من عام 1995، على موقع أرض مساحتها حوالي 2،274 فدان، وبلغت تكلفة بناء المسجد مبلغ 5،736،520.00 دولار، استخدم المسجد لأول مرة في الثالث والعشرين من شهر أكتوبر من عام 1977.

## استيعاب المسجد
لمسجد كامبونج سلامبيغار قدرة استيعابية تتسع لحوالي 1،000 مصلي في وقت واحد. ومن بين التسهيلات المتاحة في المسجد وجود مكتبة تحتوي على العديد من الكتب .

## وصلات خارجية
- موقع مسجد كامبونج سلامبيغار على الخريطة